# European Graduate School
European Graduate School, EGS, (tyska: Europäische Universität für Interdisziplinäre Studien), är en högskola i Schweiz grundad 1994. Studenterna utbildas på distans och under kortvariga vistelser i Saas-Fee i Schweiz. Utbildningen sker på engelska.
Högskolan har två fakulteter: Arts, Health and Society Division och Media and Communication Division.
På Konst, hälsa och samhällsfakulteten undervisar man bland annat i konstterapi, fredsbyggande och konfliktlösning. Fakulteten för media och kommunikation har program inom konst, filosofi, film, litteratur, och studier i internet ur ett tvärvetenskapligt perspektiv. 
På EGS undervisar och gästföreläser ett stort antal namnkunniga filosofer, konstnärer, författare och filmregissörer, bl. a Giorgio Agamben, Chantal Akerman, Alain Badiou, Jean Baudrillard, Catherine Breillat, Judith Butler, Diane Davis, Manuel De Landa, Claire Denis, Tracey Emin, Peter Greenaway, Donna Haraway, Shelley Jackson, Claude Lanzmann,  Paul D. Miller a.k.a. DJ Spooky that Subliminal Kid, Jean-Luc Nancy, Cornelia Parker, Avital Ronell, Volker Schlöndorff, Agnès Varda, Victor J. Vitanza, Hubertus von Amelunxen, John Waters, Krzysztof Zanussi, Siegfried Zielinski och Slavoj Žižek.